# Edwin G. Krebs
Edwin Gerhard Krebs (* 6. Juni 1918 in Lansing, Iowa; † 21. Dezember 2009 in Seattle, Washington) war ein US-amerikanischer Biochemiker und Nobelpreisträger.

## Leben
Krebs studierte ab 1936 Biologie und Chemie an der University of Illinois mit dem Bachelorabschluss 1940 und danach Medizin an der Washington University in St. Louis, an der er 1943 in Medizin promoviert wurde (M.D.). 1944/45 erfolgte seine Facharztausbildung am Barnes Hospital in St. Louis und ab 1946 war er Research Fellow der National Institutes of Health an der University of Washington in Seattle, an der er 1948 Assistant Professor und später Professor für Biochemie wurde. Von 1968 bis 1976 war er Professor für Biochemie an der University of California, Davis, und danach wieder bis zur Emeritierung 1988 Professor für Pharmakologie an der University of Washington (Medical College). Von 1980 bis 1990 war er Senior Investigator am Howard Hughes Medical Institute.
Krebs klärte mit Edmond H. Fischer, der als Post-Doktorand aus Genf kam und 1953 Professor in Seattle wurde, den Mechanismus der Phosphorylierung von Proteinen (Enzymen) auf, der eine zentrale Rolle im Stoffwechsel spielt und die Aktivität vieler Enzyme steuert.
Ab 1945 war er verheiratet und hatte drei Kinder.

## Ehrungen
1971 wurde Krebs in die American Academy of Arts and Sciences gewählt und er war seit 1973 Mitglied der National Academy of Sciences. 1978 erhielt er einen Gairdner Foundation International Award, 1989 den Albert Lasker Award for Basic Medical Research sowie den Louisa-Gross-Horwitz-Preis. 1992 wurde er zusammen mit Edmond H. Fischer mit dem Nobelpreis für Physiologie oder Medizin „für ihre Entdeckung der Mechanismen, welche die Stoffwechselvorgänge in Organismen steuern“ ausgezeichnet.
Krebs war Ehrendoktor der Universität Genf (1979), des Medical College of Ohio und der Indiana University. 1959 und 1966 war er Guggenheim Fellow.